# スカイラー・グレイ
スカイラー・グレイ（Skylar Grey、1986年2月23日 - ）は、アメリカ合衆国のシンガーソングライターである。自らのみではなく、他者へも積極的に楽曲提供を行い、手掛けた作品は、世界で延べ2,500万枚のシングルを売り上げている。グラミー賞に5回ノミネートされている。
2004年、17歳の時に、本名のホリー・ブルック名義で、ユニバーサルミュージック・パブリッシング・グループとレコーディング契約を締結。2006年にデビュー・アルバム『Like Blood Like Honey』をリリースした。2010年には、名前をスカイラー・グレイへと変え、エミネムとリアーナのヒットシングル「Love the Way You Lie」を共同制作している。
スカイラーはいくつかのヒット・シングルにおけるゲスト・ボーカリストとしてよく知られており、フォート・マイナーの「Where'd You Go」、ディディの「Coming Home」、ドクター・ドレーの「I Need a Doctor」、T.I.の「New National Anthem」などがあげられる。
2013年にはセカンド・アルバム『Don't Look Down』がリリースされた。この作品は、エミネムがエグゼクティヴ・プロデューサーを務めている。

## 略歴

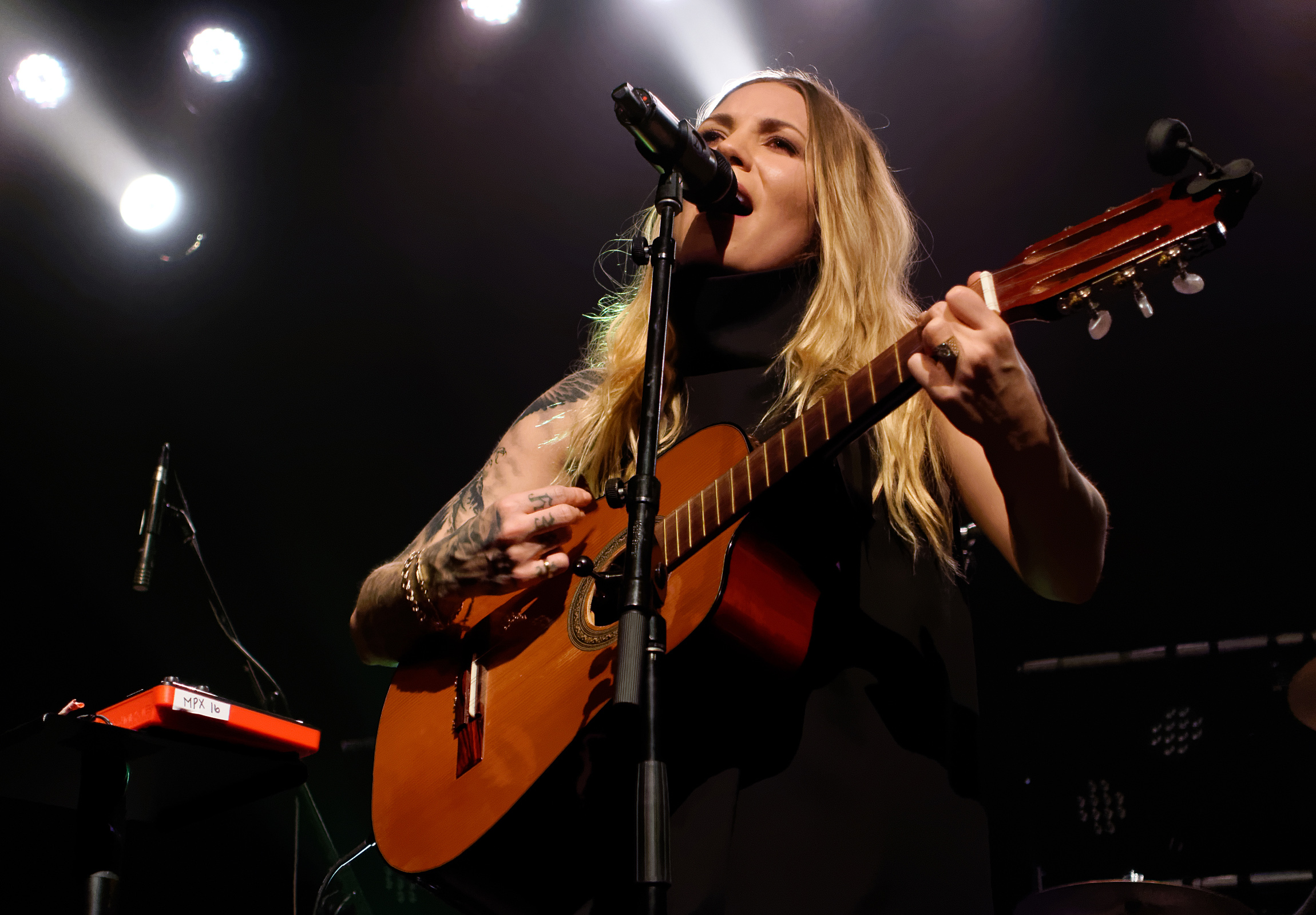
演奏するスカイラー・グレイ（2015年）

スカイラーは、2010年最大のヒット・シングルであり、グラミー賞の「最優秀楽曲」「最優秀ラップ楽曲賞」にノミネートされたエミネムの「Love the Way You Lie」の共作者として知られている。ドクター・ドレーの「I Need A Doctor」でも共作・共演しており、2011年グラミー賞のテレビ放送でドクター・ドレー、エミネムと共演。グラミー賞2部門にノミネートされた。
2012年1月には生演奏をフィーチャーしたEP『The Buried Sessions of Skylar Grey』をリリース。エミネムの「Love the Way You Lie (Feat. Rihanna)」の原曲でもある「Love The Way You Lie, Part III」など、本人によるセルフ・プロデュースの楽曲を収録している。
2013年7月にインタースコープ・レコードからリリースされたスカイラーの2枚目のアルバム『Don't Look Down』では、エミネムがエグゼクティヴ・プロデューサーとして参画。このアルバムは発売1週目で全米ビルボードチャートの8位に初登場した。また、エミネムのアルバム『ザ・マーシャル・マザーズ・LP2』では「Asshole」にフィーチャーされている。
2014年1月にはデヴィッド・ゲッタとのコラボレーションで「Shot Me Down」をリリース。シェールの「Bang Bang (My Baby Shot Me Down)」のカバーでもあるこの曲は、各国チャートでトップ10入りを果たした。3月には映画『ニード・フォー・スピード』のためにキッド・カディとの共作により書き下ろされた「Hero」をリリース。8月にはT.I.の9枚目のアルバム『Paperwork』収録の「New National Anthem」で、T.I.とコラボレーション。11月にはシェイディー・レコードのコンピレーション・アルバム『Shady XV』に収録の「Twisted」にてエミネム、イェラウルフとコラボレーションしている。
最近では、ニッキー・ミナージュとタッグを組んだ楽曲「Bed of Lies」が、ニッキ―の3枚目のアルバム『ザ・ピンクプリント』に収録された。MTVヨーロッパやMTVアメリカのミュージック・アワード、また『サタデー・ナイト・ライブ』、『ザ・トゥナイト・ショー・ウィズ・ジミー・ファロン』、『ジ・エレン・デジェネレス・ショー』といった国民的なTV番組にてニッキー・ミナージュと共演した。
映画『フィフティ・シェイズ・オブ・グレイ』のサウンドトラックには自身の名義で「I Know You」を楽曲提供。このアルバムにはビヨンセの「Haunted」をはじめ、シーア、エリー・ゴールディング、ジェシー・ウェアといった顔ぶれによる楽曲が揃っている。
モービー、カスケイド、ウィル・アイ・アム、ゼッド、シーロー・グリーンへの楽曲提供も行うなど、精力的に活動中。
2021年12月、映画『ヴェノム:レット・ゼア・ビー・カーネイジ』の主題歌「Last One Standing」を唄う、楽曲にはエミネム、ポロG、Mozzyが参加。

## ディスコグラフィ

### スタジオ・アルバム
| 2006                                      | Like Blood Like Honey （ホリー・ブルック名義） | - 発売日: 2006年6月6日 - レーベル: Machine Shop, Warner Bros. - フォーマット: CD, digital download                   | - | -  |  |
| 2013                                      | Don't Look Down                                | - 発売日: 2013年7月9日 - レーベル: KIDinaKORNER, Interscope - フォーマット: CD, digital download - 全米売上: 3.2万枚 | 8 | 25 |  |
| 2016                                      | Natural Causes                                 | - 発売日: 2016年9月23日 - レーベル: KIDinaKORNER, Interscope - フォーマット: CD, digital download                    | - | 68 |  |
| 2022                                      | Skylar Grey                                    | - 発売日: 2022年4月28日 - レーベル: 自主制作 - フォーマット: CD, digital download                                    | - | -  |  |
| "-"は未発売またはチャート圏外を意味する。 |                                                | |   |    |  |

### EP
- Holly Brook EP (2005年、Machine Shop/ Warner Bros.)
- Sony CONNECT Sets (2005年、Machine Shop/ Warner Bros./ Sony)
- O'Dark:Thirty EP (2010年)
- The Buried Sessions of Skylar Grey (2012年、KIDinaKORNER/ Interscope)
- iTunes Session (2013年、KIDinaKORNER/ Interscope)
- Angel with Tattoos (2019年)
- Make It Through the Day (2020年)

## 受賞とノミネート
グラミー賞
| 年   | 賞                          | ノミネート対象                                       | 結果       |
| ---- | --------------------------- | ---------------------------------------------------- | ---------- |
| 2011 | Song of the Year            | "Love the Way You Lie" (楽曲提供)                    | ノミネート |
| 2011 | Best Rap Song               | "Love the Way You Lie" (楽曲提供)                    | ノミネート |
| 2012 | Best Rap Song               | "I Need a Doctor" (with エミネム & ドクター・ドレー) | ノミネート |
| 2012 | Best Rap/Sung Collaboration | "I Need a Doctor" (with エミネム & ドクター・ドレー) | ノミネート |

MTV Video Music Awards
| 年   | 賞                   | ノミネート対象                             | 結果 |
| ---- | -------------------- | ------------------------------------------ | ---- |
| 2006 | Ringtone of the Year | "Where'd You Go" (with フォート・マイナー) | 受賞 |

Variety's Breakthrough of the Year Awards
| 年   | 賞                                 | ノミネート対象 | 結果 |
| ---- | ---------------------------------- | -------------- | ---- |
| 2014 | 'Music Up Next' Breakthrough Award | Skylar Grey    | 受賞 |

Vevo certified Awards
| 年   | 賞                | ノミネート対象                                    | 結果 |
| ---- | ----------------- | ------------------------------------------------- | ---- |
| 2011 | 100.000.000 Views | Coming Home (with Diddy-Dirty Money)              | 受賞 |
| 2011 | 100.000.000 Views | I Need A Doctor (with エミネム & ドクター・ドレー | 受賞 |

## 日本公演
- 2015年3月6日 大阪 ※初単独公演。2012年のエミネム来日公演に帯同して初来日している